# Leopoldsprudel

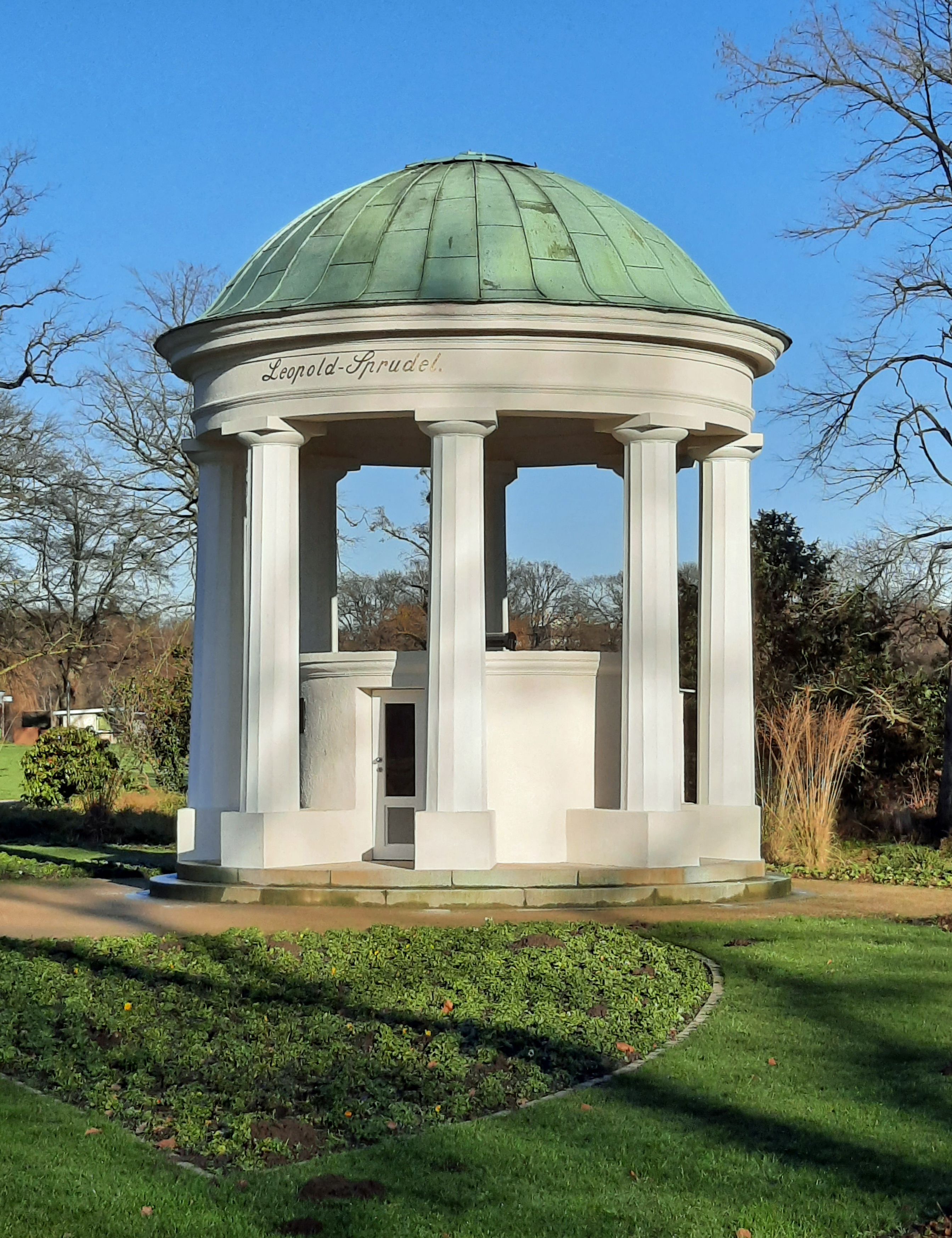
Der Leopoldsprudel
im Bad Salzufler Kurpark (2022)

Der Leopoldsprudel ist die älteste Thermalquelle und mit seinem Rundtempel zugleich Wahrzeichen der Stadt Bad Salzuflen im nordrhein-westfälischen Kreis Lippe in Deutschland.
Seit dem 23. Februar 1990 ist der Brunnentempel mit der Nummer 108 in die Denkmalliste der Stadt eingetragen. Grundlage für die Aufnahme als Baudenkmal ist das Denkmalschutzgesetz Nordrhein-Westfalens (DSchG NRW).

## Lage
Der Leopoldsprudel steht im Bad Salzufler Kurpark, zwischen der Parkstraße im Westen und der Lietholzstraße im Osten.
In unmittelbarer Nähe des Leopoldsprudels stehen heute die Wandelhalle, die Konzerthalle und das Kurhaus.

## Geschichte

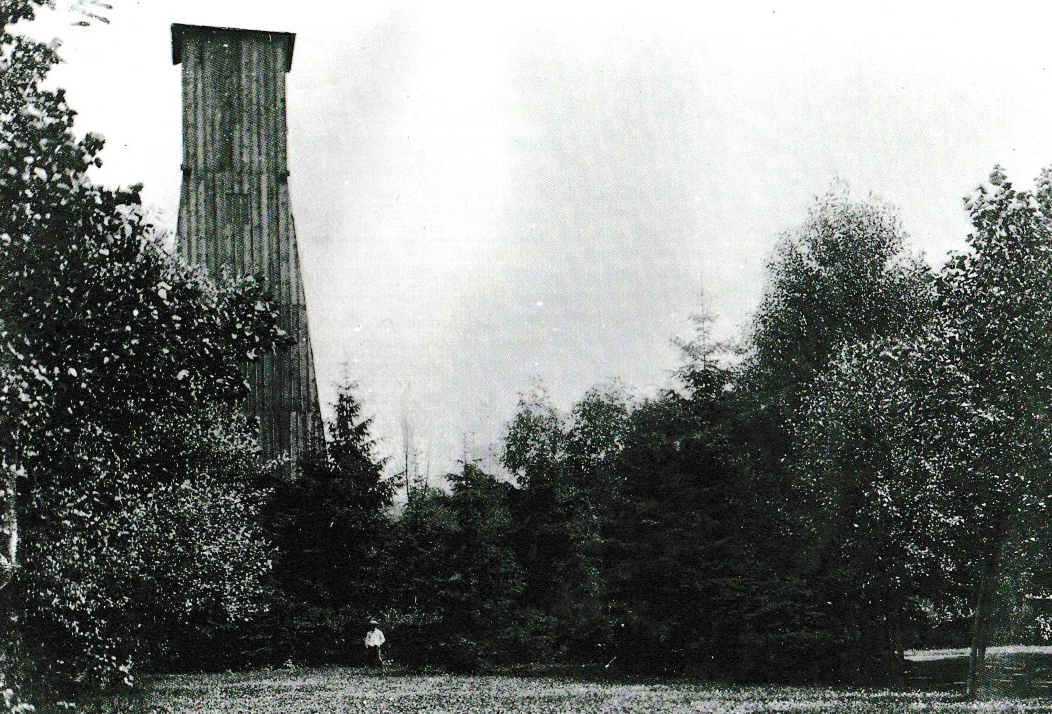
Bohrturm (1906)

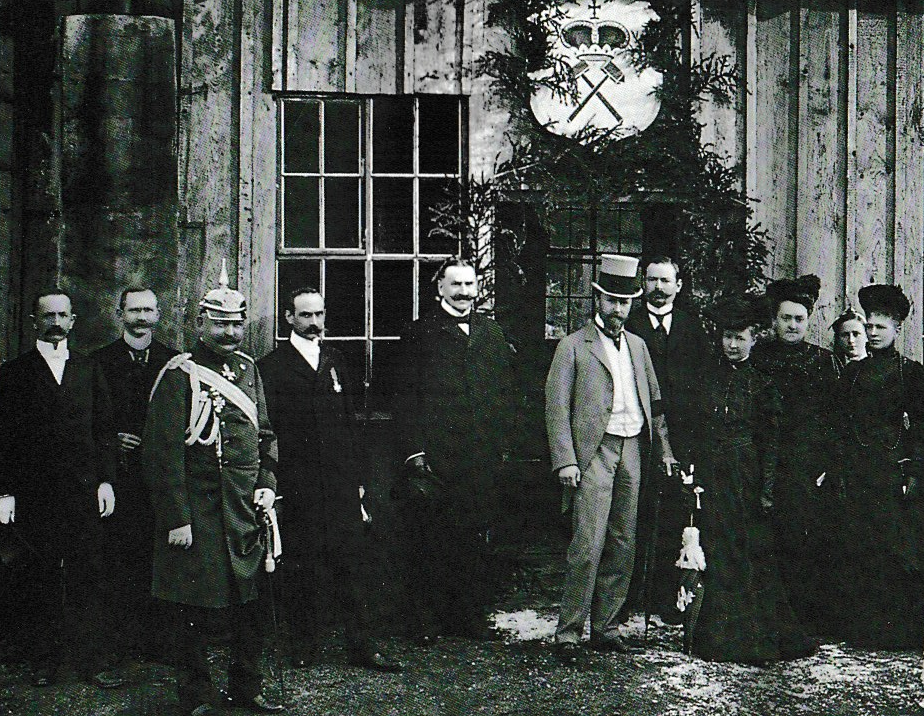
8. September 1906: Fürst Leopold (6. von rechts) und seine Frau Bertha (4. v. r.) vor dem Bohrturm des späteren Leopoldsprudels.

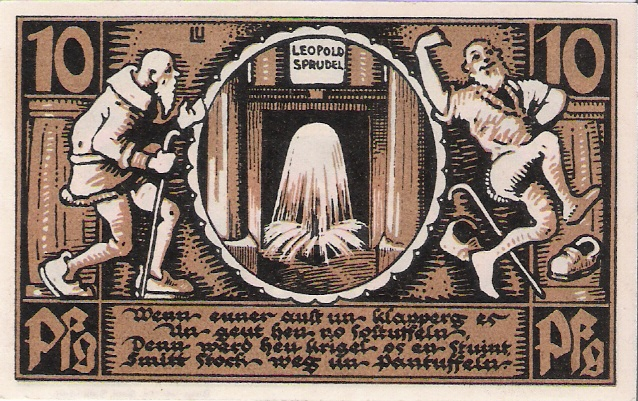
Der Leopoldsprudel auf einem 10-Pf-Notgeldschein (1921)

Der Bohrpunkt wurde durch den preußischen Landesgeologen und Geheimen Bergrat, Professor Dr. August Leppla (1859–1924), ausgewählt.
Die zwischen Ende Oktober 1905 und dem 2. März 1906 erschlossene erste Tiefenbohrung einer starken kohlensäurehaltigen Thermalquelle brachte dem Sol-Thermalbad Salzuflen den bahnbrechenden Erfolg. Das aufschäumende Bohrwasser löste während der Bohrarbeiten (1905/06 – das obere Foto zeigt den Bohrturm) bei seiner Einleitung in die Salze bis zur Bega und Werre ein Fischsterben aus, der Salzgehalt übertraf aber den der bisher genutzten Paulinen- und Sophienquelle fast um das Doppelte. Unmittelbar nach der Bohrung floss das Thermalwasser aus dem Unteren Muschelkalk mit 70 Kubikmeter/Stunde artesisch aus. Damit war die Existenz des Bades gefestigt und Salzuflen in die Reihe der Thermalbäder eingetreten. Eine spontane Kundgebung durch Böllerschüsse und Flaggenschmuck bewies das allgemeine Interesse der Bevölkerung an diesem besonderen Ereignis.

„Wir beehren uns, Ihnen ergebenst mitzuteilen, daß bei der Bohrung im Kurpark die Erschließung einer kräftigen kohlensäurereichen Thermalquelle erfolgt ist, deren Ausnutzung und Fassung unsere weitere Aufgabe sein soll. Mit Dank gegen Gott, den Spender des Sprudels aus dem nieversiegbaren Borne seiner Güte und Gnade, geben wir dem Wunsch und der Hoffnung Ausdruck, daß der leidenden Menschheit ein reicher Segen von diesem Quell zuteil werden und den gesunden Menschen es nie an Dank für Gottes Gabe fehlen möge.“

Am 8. September 1906 besuchten Fürst Leopold, seine Frau Bertha von Hessen-Philippsthal-Barchfeld und Mitglieder des lippischen Hofstaats unter Führung des Salineninspektors, Gustav Horstmann, das Bohrgelände. Ihr Besuch war Auslöser für viele wichtige Entscheidungen in der Nutzbarmachung auf Aufwärtsentwicklung des Thermalbades.
Ein gutes Jahr später, am 24. Juli 1907, erfolgte die Thermalsprudel-Weihe. Taufpate und Namensgeber wurde der letzte regierende Fürst Lippes, Leopold IV. Im Beisein seiner Frau sowie den Kindern, Julius, Leopold und Karoline, kam der Fürst im Automobil aus Detmold und nahm an den Feierlichkeiten mit Kurkapelle, Abendessen und Feuerwerk teil.

## Architektur
Im Sommer 1910 wurde die Quelle mit einem Rundtempel überbaut.
Der Entwurf des Bielefelder Architekten Bernhard Kramer, in Anlehnung an griechisch-römische Vorbilder und barocke Schlosspavillons wie der Antikentempel in Sanssouci oder der Temple de l’Amour in Versailles sowie die Quellentempel in Homburg, Karlsbad, Marienbad oder Pyrmont, erhielt acht kannelierte Säulen aus Stahlbeton und eine kupfergedeckte Kuppel auf einem Stufenpodest.

## Geologie und Hydrogeologie
Die Salzufler Quellen dienten ursprünglich der Salzgewinnung und sind heute mit noch neun vorhandenen Quellen und Brunnen ein wesentlicher Bestandteil des Kur- und Bäderbetriebes der Stadt. Sie sind an ein tektonisches Störungssystem im Salzetal gebunden. Die Gegend gehört regionalgeologisch zum tektonisch stark gestörten Randbereich des Westfälisch-Lippischen-Keuper-Berglandes. Entlang der Tiefenstörungen dringen mobilisierte Tiefengrundwässer an die Oberfläche. Im Untergrund löst Kohlensäure, das aus einem erkalteten tertiärzeitlichen Magma stammt, salinare Gesteine des Zechsteins, Röts und Mittlerem Muschelkalk und transportiert die Lösungsfrachten entlang der tiefreichenden Störungen. Bei einigen Quellen vermischt sich das salinare Tiefengrundwasser mit Süßwasser, so dass die Quellen durch unterschiedliche hydrogeochemische Charakteristik gekennzeichnet sind.

### Schichtenverzeichnis
Für die über 530 Meter tiefe Bohrung des Leopoldsprudels wurde folgendes Schichtenverzeichnis belegt:
| bis −1,2 Meter   | Alluvium              |
| bis −9,0 Meter   | Diluvium              |
| bis −228,0 Meter | Mittlerer Keuper      |
| bis −288,0 Meter | Unterer Keuper        |
| bis −321,0 Meter | Oberer Muschelkalk    |
| bis −407,0 Meter | Mittlerer Muschelkalk |
| bis −525,0 Meter | Unterer Muschelkalk   |
| bis −534,5 Meter | Oberer Buntsandstein  |

Schon in den Schichten des Keupers hatten sich bedeutende Quellzuflüsse gezeigt, im unteren Muschelkalk erfolgte eine gewaltige Zunahme an Schüttung, Salzgehalt, Wärme und freier Kohlensäure.

### Sole
Wasser, das mindestens 14 Gramm gelöster Stoffe pro Liter enthält, wird als „Sole“ (aus spätmittelhochdeutsch sul, sol für „Salzbrühe“) bezeichnet. Wenn Sole mit mehr als 20 °C an die Erdoberfläche gelangt, wird sie als „Thermalsole“ bezeichnet.
Beim Leopoldsprudel sprudeln aus einer Tiefe von 534 Metern durchschnittlich 1500 bis 2000 Liter Sole pro Stunde. Diese kohlensäurehaltige Thermalquelle hat eine Auslauftemperatur von 21,7 °C, 7,1 Prozent Mineralgehalt und 1298 Milligramm pro Kilogramm Kohlendioxid-Gehalt.

### Mineralgehalt des Leopoldsprudels
Alle Angaben in Gramm je Liter gemäß Analyse um 1925
| Chlorsalze        | Chlornatrium           | Chlorkalium                 | Chlorlithium                  | Chlormagnesium                  | Chlorkalzium                     |
| 59,7616           | 52,5095                | 1,6853                      | 0,0164                        | 3,0500                          | 2,5004                           |
| Nebenbestandteile | schwefelsaures Kalzium | doppeltkohlensaures Kalzium | doppeltkohlensaures Magnesium | doppeltkohlensaures Eisenoxydul | doppeltkohlensaures Manganoxydul |
| 6,7200            | 4,5825                 | 1,8944                      | 0,0960                        | 0,1250                          | 0,0031                           |

Alle Angaben in Milligramm je Liter gemäß Analyse im Jahr 1955
| Anionen | Brom  | Chlorid | Fluorid | Hydrogencarbonat | Jodid | Nitrat | Nitrit | Sulfat  |
| 1955    | 32,55 | 39.458  | k. A.   | 1.616,5          | 1,35  | 0,5    | 0      | 2.959,6 |

| Kationen | Aluminium | Ammonium | Calcium | Eisen | Kalium | Lithium | Magnesium | Mangan | Natrium | Strontium |
| 1955     | 3,88      | 2,44     | 3.020   | 38,44 | 313    | 1,75    | 532,6     | 0,11   | 23.175  | 45,5      |

### Verwendung
Die Sole des Leopoldsprudels wird heute für medizinische Bäder genutzt.